# Shannyn Sossamon
Shannon Marie Kahololani "Shannyn" Sossamon (født 3. oktober 1978) er en amerikansk skuespiller, musiker og model. Hun har medvirket i film som A Knight's Tale (2001), 40 Days and 40 Nights,The Rules of Attraction (begge 2002), The Order (2003), Kiss Kiss Bang Bang (2005), The Holiday (2006), Road to Nowhere (2009) og Sinister 2 (2015).
Som musiker, har hun været sanger og spillet trommer i bandet Warpaint fra 2004 til 2008, men forlod bandet kort efter indspilningen af deres første EP. Sossamons eneste udgivelse med bandet er EP'en fra 2009, Exquisite Corpse.
I 2009 begyndte Sossamon at instruere og producere kortfilm og musikvideoer igennem hendes eget produktionsselskab, Maudegone Theater. I 2010 lancerede hun sin egen Youtube-kanal og Kickstarter-kampagne for et nyt videoproject ved navn The Maude Room.

## Opvækst
Sossamon blev født den 3. oktober 1978 i Honolulu, Hawaii, og voksede op i Reno, Nevada, som datter af Sherry Sossamon, sygeplejerske, og Todd Lindberg. Hun har en yngre søster, Jenny Lee Lindberg (f. 1981), musiker. Sossamons forældre blev skilt, da hun var fem år, og Sossamon og hendes søster voksede op hos deres mor, som giftede sig med Randy Goldstein, sælger og bestyrer af en bilbutik. Sossamon er af hawaiiansk og fillipinsk afstamning fra sin mormors side, og er derudover af engelsk, tysk, hollandsk, fransk og irsk afstamning.
Sossamon gik på Galena High School i Reno, og dimitterede derfra i 1995. Dagen efter hendes dimission flyttede hun til Los Angeles, Californien med to af sine venner for at studere dans.
Sossamon valgte som 17-årig at foretage en mindre navneforandring, da hun fik ændret stavemåden i hendes fornavn fra "Shannon" til "Shannyn".

## Privatliv
I 2002 indledte Sossamon et forhold med forfatter og børnebogsillustrator, Dallas Clayton og deres søn, Audio Science Clayton, blev født den 29. maj 2003. Kort efter Audio's fødsel i 2004, gik Sossamon og Clayton fra hinanden og Sossamon blev enlig forsørger.
I december 2011 fødte Sossamon sit andet barn, Mortimer Purser, som hun fik med sin daværende kæreste, Richard Purser. Kort efter gik parret fra hinanden og Sossamon fortsatte som enlig forsørger for begge sine to børn.

## Filmografi

### Film
- A Knight's Tale (2001)
- 40 Days and 40 Nights (2002)
- The Rules of Attraction (2002)
- Wholey Moses SHORT(2003)
- The Order (2003)
- The sin eater (2003)
- Devour (2005)
- Chasing Ghosts (2005)
- I Hate You SHORT (2005)
- Undiscovered (2005)
- Kiss Kiss Bang Bang (2005)
- Wristcutters: A Love Story (2006)
- Catacombs (2007)
- The Holiday (2006)
- One Missed Call (2008)
- The Heavy (2008)
- Life Is Hot in Cracktown (2008)

### Tv-serier
- Moonlight som Coraline/Morgan (2007)
- Dirt som Kira Klay (2007)
- Law & Order: Special Victims Unit – Episode "Doubt" (2004) som Myra Dempsey
- Mr. Show – Episode "Flat Top Tony and the Purple Canoes" (1997)
- Mr. Show – Episode "Peanut Butter, Eggs, and Dice" (1997) .... Trophy præsentør